# Pentaphragma grandiflorum
Pentaphragma grandiflorum är en tvåhjärtbladig växtart som beskrevs av Wilhelm Sulpiz Kurz. Pentaphragma grandiflorum ingår i släktet Pentaphragma och familjen Pentaphragmataceae. Inga underarter finns listade i Catalogue of Life.